# مگمیت
مگمیت ((به انگلیسی: Maghemite)); (Fe2O3, γ-Fe2O3) عضوی از خانواده اکسیدهای آهن است. ساختار آهن‌ربایی فریت آن مانند لعل (اسپینل)، و مگنتیت و همچنین فری‌مغناطیس است.